# تاي ديلون
تاي ديلون (بالإنجليزية: Ty Dillon)‏ هو سائق سباق أمريكي، ولد في 27 فبراير 1992 في ليوسفيل في الولايات المتحدة.

## وصلات خارجية
- الموقع الرسمي
- تاي ديلون على موقع Racing-Reference.info (الإنجليزية)